# Riu Matanuska
El riu Matanuska (Dena'ina: Ch'atanhtnu) és un riu de 121 quilòmetres de longitud al sud d'Alaska central, als Estats Units. El riu drena una àmplia vall al sud de la serralada d'Alaska coneguda epònimament com la vall de Matanuska.